# フロリアン・ニーダーレヒナー
フロリアン・ニーダーレヒナー（Florian Niederlechner 、1990年10月24日 - ）は、ドイツ・バイエルン州エーバースベルク
出身のプロサッカー選手。ブンデスリーガ・ヘルタ・ベルリン所属。ポジションは、フォワード。

## 経歴
12歳の時にTSV1860ミュンヘンU-13を退団してからアマチュアクラブで育成された。
2010年、オーバーリーガ(5部)のFCイスマニングに入団。2010-11シーズンに19ゴールを挙げ、翌シーズン3. リーガのSpVggウンターハヒンクに移籍した。ここでもエースとして活躍し、2012–13シーズン冬に同じ3. リーガの1.FCハイデンハイムに移籍した。ここでも主力として2014年の2. ブンデスリーガ昇格に貢献、そして2015年に200万ユーロを超える移籍金で1.FSVマインツ05に移籍した。
2016年1月、SCフライブルクにレンタル移籍。
2017年5月、SCフライブルクに完全移籍することが発表された。
2019年5月28日、FCアウクスブルクと2022年6月30日までの3年契約を結んだ。
2023年1月3日、2023-24シーズンからヘルタ・ベルリンに加入することが内定した。しかし、それから約2週間後の18日、夏に予定されていた移籍を前倒しして2022-23シーズンの後半からチームに加わることが発表された。